# Jérôme Efong Nzolo
Jérôme Efong Nzolo (* 21. September 1974 in Bitam, Gabun) ist ein ehemaliger belgischer Fußballschiedsrichter gabunischer Herkunft.
Efong Nzolo wuchs in seinem Geburtsland Gabun auf. Als Jugendlicher war er bereits ein sehr erfolgreicher Fußballspieler, doch nach einem Beinbruch war er auch als Schiedsrichter aktiv. 1995 kam er mit einem Stipendium in die belgische Stadt Charleroi, um dort Elektromechanik zu studieren. Nach seiner Ankunft spielte er kurzzeitig in der siebten Liga. Danach begann er, als Schiedsrichter zu arbeiten. 2000 gelang ihm der Sprung von den unteren Ligen hinauf in die vierte Liga. 2006 kam er schließlich zu seinem Debüt in der Ersten Division. Schon 2007 wurde Efong Nzolo in Belgien zum Schiedsrichter des Jahres gewählt, wobei er den renommierten Schiedsrichter Frank De Bleeckere übertraf. Am 15. Juli 2008 pfiff er mit der Partie Famagusta gegen Jerewan (1:0) sein erstes internationales Spiel (Champions-League-Qualifikation). Zuvor war er bereits in internationalen Junioren-Spielen zum Einsatz gekommen.